# Magro (MPB4)
Antônio José Waghabi Filho, mais conhecido como Magro (Itaocara, 14 de novembro de 1943 — São Paulo, 8 de agosto de 2012), foi um cantor brasileiro, vocalista e arranjador musical do grupo MPB-4, o qual integrava desde a sua formação.

## Biografia e carreira
O fascínio pela música desde criança fez com que Magro tivesse contato com vários instrumentos, como o piano, o violão, o tambor e a clarineta. Participou da Sociedade Patápio Silva, famoso flautista brasileiro, também natural de Itaocara.
Desde o início da década de 1960, ainda na faculdade, Magro e Miltinho participavam de uma banda musical, cujos ritmos eram a bossa nova e o samba. Além disso, reuniam-se com Aquiles e Ruy no Centro Popular de Cultura, em Niterói, Rio de Janeiro. Em 1965, os dois largaram o terceiro ano da faculdade de Engenharia e partiram para a profissionalização como músicos. Da mesma maneira, Ruy largou o emprego e Aquiles, os estudos. Este fato já consolida a formação do MPB-4.
Os lançamentos dos primeiros LPs tiveram a direção musical do maestro Lindolfo Gaya, que lhe repassou vários ensinamentos sobre arranjo musical e vocal. Posteriormente, Magro assume os arranjos das músicas produzidas nos próximos discos. Percebe-se que o grupo desenvolve técnicas vocais sofisticadas, especialmente no posicionamento das vozes em algumas músicas, como "Chão, Pó, Poeira" (Canto dos Homens, 1976), em que os quatro cantam em ordem inversa às posições vocais de cada um.
Em 2012, Magro internou-se, para tratamento de câncer de próstata, no hospital paulistano Santa Catarina, onde acabou morrendo, no dia 8 de agosto.
Em 2014 foi lançado o livro Vozes do Magro, escrito por Magro pouco antes de sua morte. No livro, Magro comenta os quinze primeiros LPs do MPB4, além de publicar alguns de seus arranjos vocais.